# Фонд Ахметова
«Фонд Рината Ахметова» — украинская некоммерческая организация, основанная 15 июля 2005 года украинским промышленником Ринатом Ахметовым. Старое название — «Развитие Украины». Офисы фонда расположенны в Мариуполе и Киеве.

## История

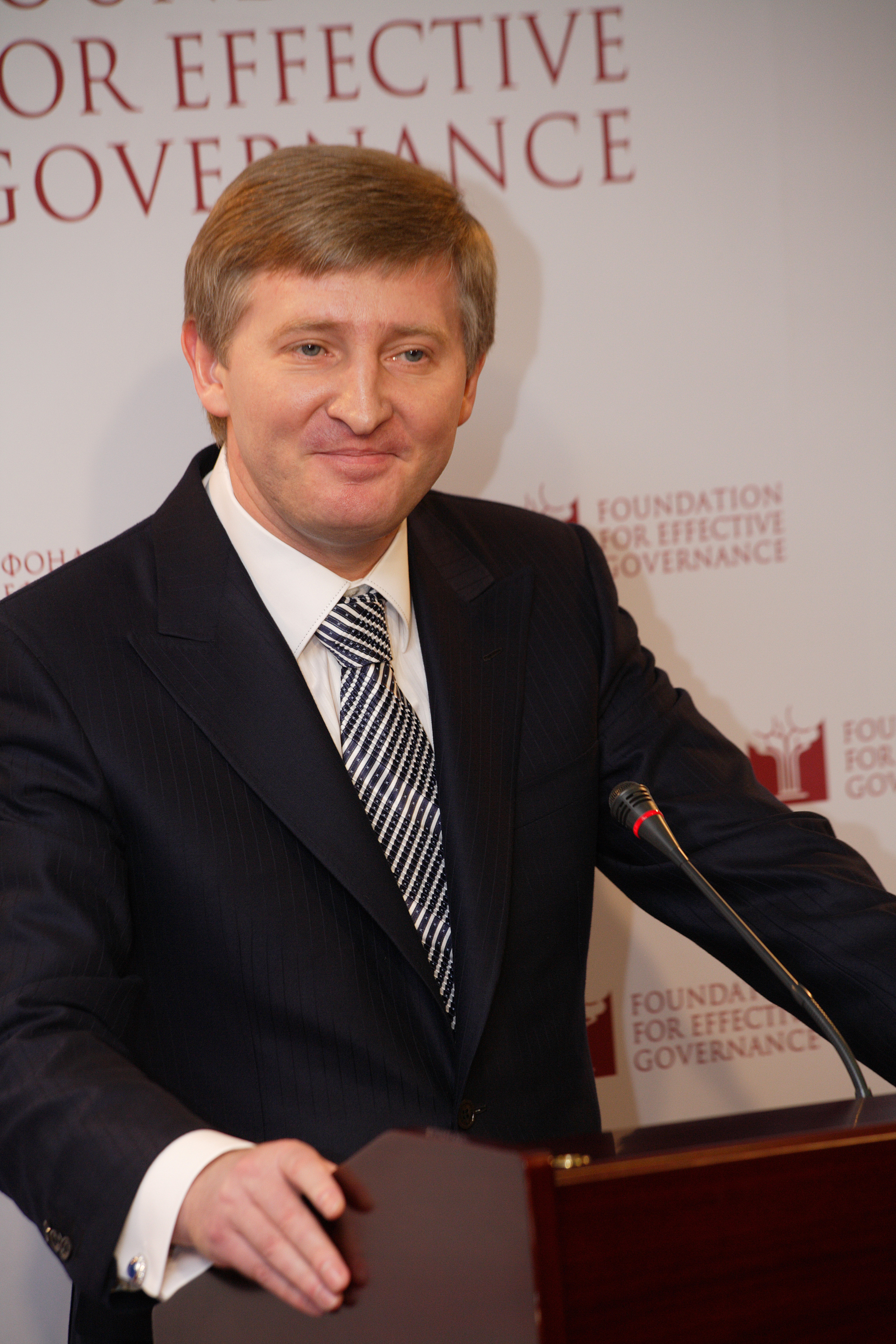
Ахметов, 2007

Фонд принадлежит группе компаний SCM. С 19 марта 2008 года фонд действует как личный БФ главного акционера SCM.
В 2014 году команда фонда основала Гуманитарный штаб Рината Ахметова для помощи жителям Донбасса, пострадавшим от войны.
В 2017 году организация заняла первое место среди Топ-5 частных благотворительных фондов Украины. Согласно опросу КМИС, большинство опрошенных считает, что ФРА — лидер по оказанию гуманитарной помощи в Украине.
В марте 2021 года организация совместно с британскими экспертами провела исследование социального воздействия проекта «Продовольственная помощь населению». Согласно ему, социальная ценность помощи ФРА составила более миллиарда долларов.
В феврале 2022 года, с началом нового этапа российско-украинской войны, фонд сосредоточил работу на продуктовых наборах и медикаментах для больниц.

### Деятельность Фонда во время российского вторжения в Украину
26 февраля 2022 года основатель Фонда Ринат Ахметов направляет 150 миллионов гривен на помощь: «Украина в беде, и каждый из нас делает все, что может помочь нашей стране. Я помогал, помогаю и буду помогать народу Украины».
Впоследствии, в начале марта того же года, он заявил, что Россия является агрессором, а Путин — военным преступником. Кроме того, он подчеркнул, что Фонд будет помогать людям выжить, поставляя продукты и медикаменты, а бизнесы SCM — будут помогать украинской армии защищать суверенитет страны.
С 24 февраля по 1 июня 2022 года было заявлено, что Фонд, бизнесы Рината Ахметова и ФК «Шахтер» перечислили 2,4 млрд гривен на помощь Украине.

### Помощь Фонда во время российского вторжения
По состоянию на 3 июня 2022 года, Фонд передал для жителей Украины более 600 тысяч единиц медикаментов, более 60 тысяч гемоконтейнеров и более 187 тысяч продуктовых наборов. С начала полномасштабной войны Фонд также оказывает психологическую поддержку вынужденным переселенцам из регионов боевых действий. Работают точки экстренной психологической помощи в Запорожье, Львове и Ужгороде. С 24 февраля 2022 года психологическая помощь оказана более 1480 лицам.

## Проекты
Самыми важными проектами фонда являются:
- Борьба с COVID-19 в Украине — В феврале 2020 года в рамках программы Фонда «Ринат Ахметов — Спасение жизней» был создан проект «Борьба с COVID-19 в Украине». На борьбу с коронавирусом Ринат Ахметов потратил полмиллиарда гривен. Это самый большой вклад одного благотворителя в государственную медицину Украины за все время независимости[13].
- Мобильная женская консультация — В 2012 году Фонд Рината Ахметова приобрел и оборудовал для Национального института рака единственный в Украине передвижной диагностический комплекс. «Мобильная женская консультация» — это специализированный 18-метровый автопоезд, созданный по европейскому образцу, для комплексного обследования органов репродуктивной системы. В этой клинике на колесах есть два специализированных кабинета — гинекологический (с аппаратом УЗИ, кольпоскопом, инвентарем для сбора цитологического материала) и маммологический, где женщинам делают маммографию молочных желез. 4 февраля 2022 года Фонд и Национальный институт рака подписали Меморандум о сотрудничестве с целью объединить усилия для повышения уровня профилактики и диагностики онкозаболеваний в Украине[14].
- 200 скорых — В начале июля 2019 года по личному решению Рината Ахметова Фонд начал реализацию масштабного проекта, в рамках которого учреждениям здравоохранения во всех регионах страны передавались специально оборудованные автомобили для экстренной помощи взрослым пациентам, машины реанимации новорожденных и скорые-внедорожники, предназначенные для работы в горной местности и труднодоступных населенных пунктах. Это позволит врачам спасать более миллиона человек ежегодно[15][16].
- #РАКНЕВИРОК — В начале октября 2021 года Фонд совместно с журналом VOGUE при поддержке ЦУМ Киев запустили этот проект. Его главная задача — на примере реальных историй героинь показать, что жизнь после диагноза возможна, а рак точно можно победить. #РАКНЕВИРОК стал продолжением программы «РАК ИЗЛЕЧИМ», которую фонд запустил в 2008 году. Она стала первой и самой масштабной в Украине программой по оказанию помощи взрослым онкологическим больным. Речь идет о закупке диагностического оборудования в онкологические клиники Украины, закупке оборудования для проведения сложных операций, запуске мобильной женской консультации и многом другом. В рамках программы Фонд помог выжить 1 миллиону жителей страны. К современному диагностическому обору-дованию, предоставленному Фондом медицинским учреждениям страны, имеет доступ почти четверть жителей Украины[17][18].
- «Поможем» — Крупнейшая программа Фонда «Ринат Ахметов — Поможем» начала работать в 2014 году. Она направлена на помощь мирным жителям Донбасса, пострадавшим от вооруженного конфликта. По данным исследования социального вклада Фонда, проведенного британской компанией Envoy Partnership, эта программа помогла выжить 3,5 млн человек и предотвратила гуманитарную катастрофу на Донбассе[19].
- Музей «Голоса Мирных» — В июле 2021 года Фонд открыл первый и единственный на сегодняшний день в Украине Музей «Голоса Мирных». Это онлайн-проект, документирующий судьбы простых людей, пострадавших от вооруженного конфликта на Донбассе. Его цель — максимально полно и беспристрастно документировать показания очевидцев вооруженного конфликта. Сейчас уже собрано 13 000 личных историй. Цель — собрать и сохранить 100 000 таких историй к 2025 году[20].
- Здоровое сердце — С 2013 года Фонд помогает детям с диагнозом «порок сердца». А в 2017 году это направление стало отдельным проектом «Ринат Ахметов — Детям. Здоровое сердце». Фонд сотрудничает с ведущими клиниками в стране. Врачи устраняют недуг с помощью специального имплантата — окклюдера. Это самый современный и нетравматический метод лечения, через несколько дней маленький пациент может отправиться домой. Кроме того, сам проект дал возможность врачам освоить современные методы лечения порока сердца. Уже проведено 126 операций[21].

## Другие проекты

### Программа «Ринат Ахметов — Спасение жизней»
В рамках программы «Ринат Ахметов — Спасение жизней» Фонд уже много лет реализует масштабные проекты, направленные на системную поддержку государственной медицины.

### #Дякуємомедикам
В разгар пандемии COVID-19 Фонд совместно с телеканалом «Украина» запустил специальный национальный проект #Дякуємомедикам. Главная цель — рассказать о ежедневных подвигах врачей, сражающихся за жизнь пациентов в борьбе с коронавирусом.

### Адресная помощь
Эта первая системная программа Фонда начала свою работу в январе 2006 года и была направлена на поддержку людей, которые оказались в сложных жизненных обстоятельствах и нуждались в неотложном лечении. Часто такая помощь конкретному человеку перерастала в помощь целым учреждениям. Из программы выросло немало направлений деятельности Фонда, которые стали отдельными проектами и теперь входят в программу «Ринат Ахметов — Детям». Это проекты «Реабилитация раненых детей», «Лекарства — детям», «Здоровое сердце», «Теперь я слышу».

### Программа «Ринат Ахметов — Детям»
16 ноября 2001 года Ринат Ахметов впервые посетил воспитанников интернатов и детских домов. Эта дата считается стартом ежегодной Акции «Ринат Ахметов — Детям». Начиная с 2008 года, Фонд системно работает над профилактикой сиротства и стал лидером национального усыновления. В целом в рамках программы «Ринат Ахметов — Детям» поддержку получили более 5 млн детей.

### Теперь я слышу
Малышам с нарушениями слуха Фонд помогает с 2007 года. Программа «Ринат Ахметов — Детям. Теперь я слышу» действует с 2018 года. Благодаря проекту более 200 мальчиков и девочек получили высокочувствительные слуховые протезы, подстраиваемые под индивидуальные особенности детей. Устройства помогают им полноценно развиваться и ни в чём не уступать здоровым сверстникам.

### Реабилитация раненых детей
В марте 2016 года Фонд запустил проект «Реабилитация раненых детей». Благодаря ему тяжелораненые дети смогли пройти реабилитацию в лучших санаториях Украины: отдохнуть, восстановиться физически и психологически по индивидуально подобранным методикам. У некоторых детей этот процесс занимает несколько лет, а для многих из них восстановление после травм — это на всю жизнь. Для детей, получивших ранения, проведено 139 курсов восстановительного лечения.

### Мирное лето
Фонд также оказывает психологическую поддержку детям Донбасса. В 2015 году появился проект «Ринат Ахметов — Детям. Мирное лето», в рамках которого почти 4,5 тыс. детей из Донецкой и Луганской областей оздоровились в летних лагерях. Особое внимание в программе пребывания детей было уделено психологической реабилитации. Мальчиков и девочек учили справляться со страхами и снижать уровень тревоги.

### Твоя суперсила
Это серия мотивационных встреч известных и успешных людей с воспитанниками интернатов. Цель проекта — помочь детям, оставшимся без родительской заботы, раскрыть в себе таланты, которые позволят им быть успешными и счастливыми. С декабря 2018 года 10 амбассадоров Фонда Рината Ахметова провели 41 мотивационную встречу в 9 интернатных учреждениях Донецкой области, на которых побывали более 1000 детей. В декабре 2021 года Фонд провел мотивационный онлайн-урок «Твоя суперпрофессия». Во время трансляции урок смотрело более 5 тысяч пользователей. Таким образом, мотивационный онлайн-урок стал самым массовым и установил национальный рекорд Украины. В январе 2022 года Фонд пред-ставил 2-й сезон образовательного сериала «Твоя суперпрофессия». Сериал — это новый дистанционный формат проекта, ориентированный на подростков, которым в этой жизни необходимо приложить много усилий для реализации в профессиональной сфере.

### Сиротству — нет!
Программа начала свою работу 1 июня 2008 года. В её рамках более десяти лет работает портал национального усыновления «Ринат Ахметов — Детям. Сиротству — нет!». Фонд способствовал созданию 41 детского дома семейного типа, взявших на воспитание более 400 детей по всей стране. Благодаря программе и порталу более 10 000 детей из интернатов обрели счастье в новых семьях.

## Онлайн-проекты
- Спроси у папы — Это видеоблог для мальчиков-сирот и детей, воспитывающихся без отца. Дети получат ответы на интересующие их вопросы и советы, которые в полных семьях детям дают папы[32].
- Карантин: онлайн-сервисы для учителей — Фонд и Министерство цифровой трансформации Украины создали совместный спецпроект для украинских педагогов. Это цикл видеокурсов, благодаря которым учителя овладевают передовыми инструментами дистанционного преподавания на базе онлайн-сервисов, таких как Google Classroom, Microsoft Teams, Cisco Webex, Zoom, Class Dojo, Classtime. Эти инструменты открывают целый спектр возможностей, которые делают преподавание и обучение онлайн максимально современным, удобным и понятным [33].
- Образовательный сериал «Диджитал-физкультура для школьников при участии звёзд спорта»[34].
- Общение без барьеров — В 2019 году Фонд запустил онлайн-проект «Общение без барьеров». Он направлен, преж-де всего, на слышащих людей и научит их не бояться и не стесняться общаться с людьми с нарушениями слуха[35].
- Диджитал-физкультура для школьников с участием звезд спорта — Фонд совместно с Министерством цифровой трансформации Украины и ФК «Шахтер» презентовали образовательный сериал. Цель — мотивация школьников, изолированных от сверстников из-за карантина, к индивидуальным занятиям спортом и здоровому образу жизни. Он состоит из 12 уроков физкультуры, учителями на которых выступают игроки футбольного клуба: капитан команды Андрей Пятов и защитник Сергей Кривцов. Также в сериале приняли участие звезды юмористического проекта «Мамахохотала-шоу» Олег Маслюк и Евгений Янович[34].
- COVID-19: что нужно знать про работу аппаратов искусственной вентиляции легких — совместно с Министерством цифровой трансформации и Ассоциацией анестезиологов Украины Фонд создал обзорный сериал в формате мини-интервью. Он объясняет, как работают аппараты ИВЛ, рассказывает о функционале современных моделей этого оборудования, дает представление о том, что чувствует человек, когда его подсоединяют к аппарату, что и для чего при этом делают с пациентом врачи[36].

## Реализованные проекты и программы
С 2005 года Фонд реализует проекты, направленные на ликвидацию социальных проблем общества. В активе БФ около 70 проектов и программ в отрасли охраны здоровья, образования и культуры. Большинство проектов релизовывалось на постоянной основе.

## Награды
В 2021 году Фонд получил целый ряд престижных наград. В частности, образовательный проект «Диджитал-физра» — часть проекта «Борьба с COVID-19 в Украине» одержал победу в двух номинациях престижной международной премии IPRA Golden World Awards, получил 3 «золота» и 2 «серебра» престижной европейской премии Digital Impact Awards, а также стал финалистом международной премии Corporate Engagement Awards.